# Arisarum proboscideum
Pour les articles homonymes, voir souris végétale.
Espèce
Classification phylogénétique
Arisarum proboscideum est une espèce de plantes herbacées de la famille des Araceae. Elle est originaire des bois montueux du sud de l’Italie et de l’Espagne. 
Cette aracée a une curieuse inflorescence constituée d’un spadice de fleurs minuscules, enfermé dans une spathe en casque, brun foncé. La spathe se termine en forme de queue de souris, ce qui vaut à l'espèce le nom vernaculaire de « plante souris ». La partie supérieure du spadice répand une odeur de champignon, qui attire les moucherons fongueux pollinisateurs.

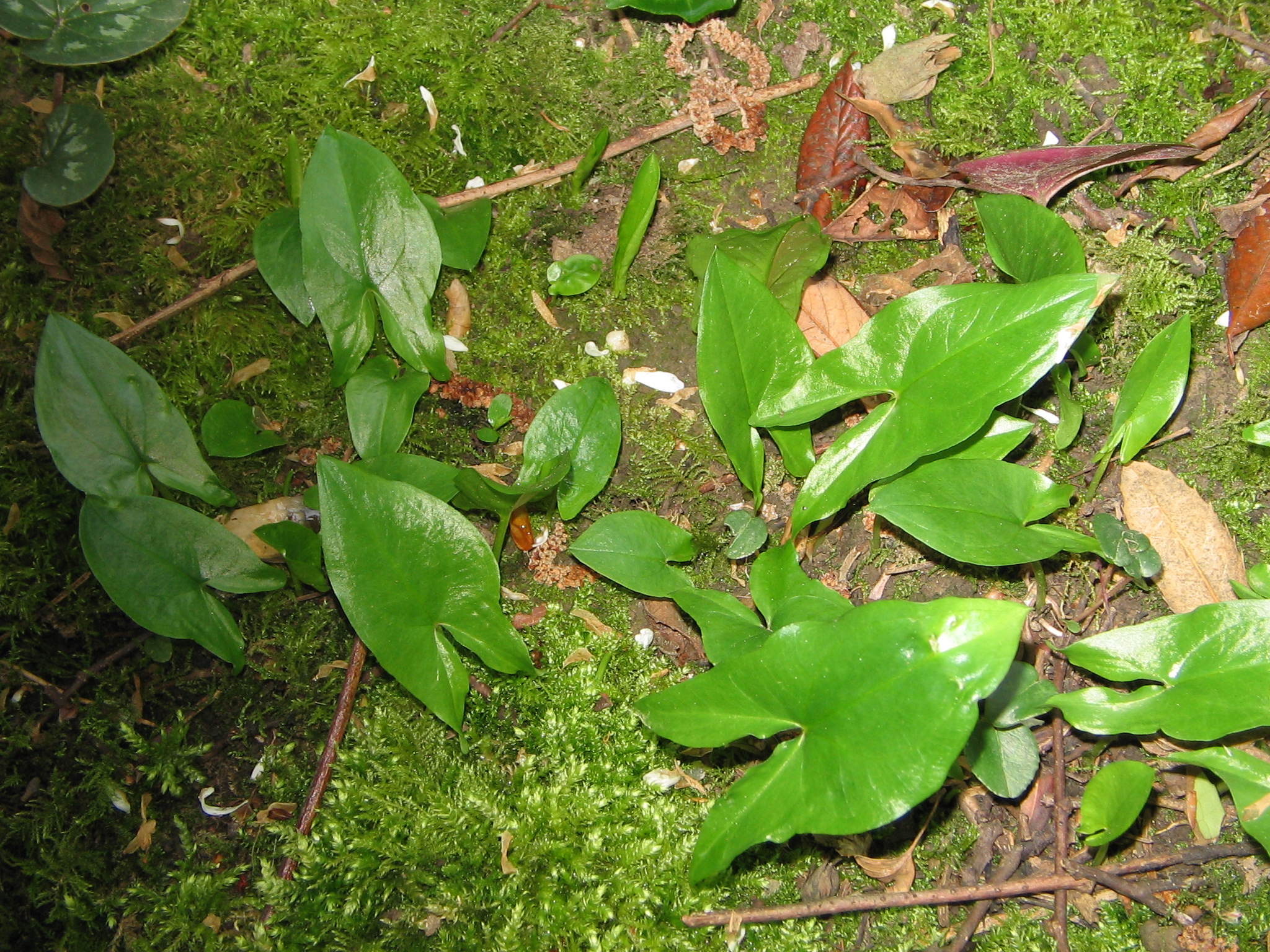
Feuilles
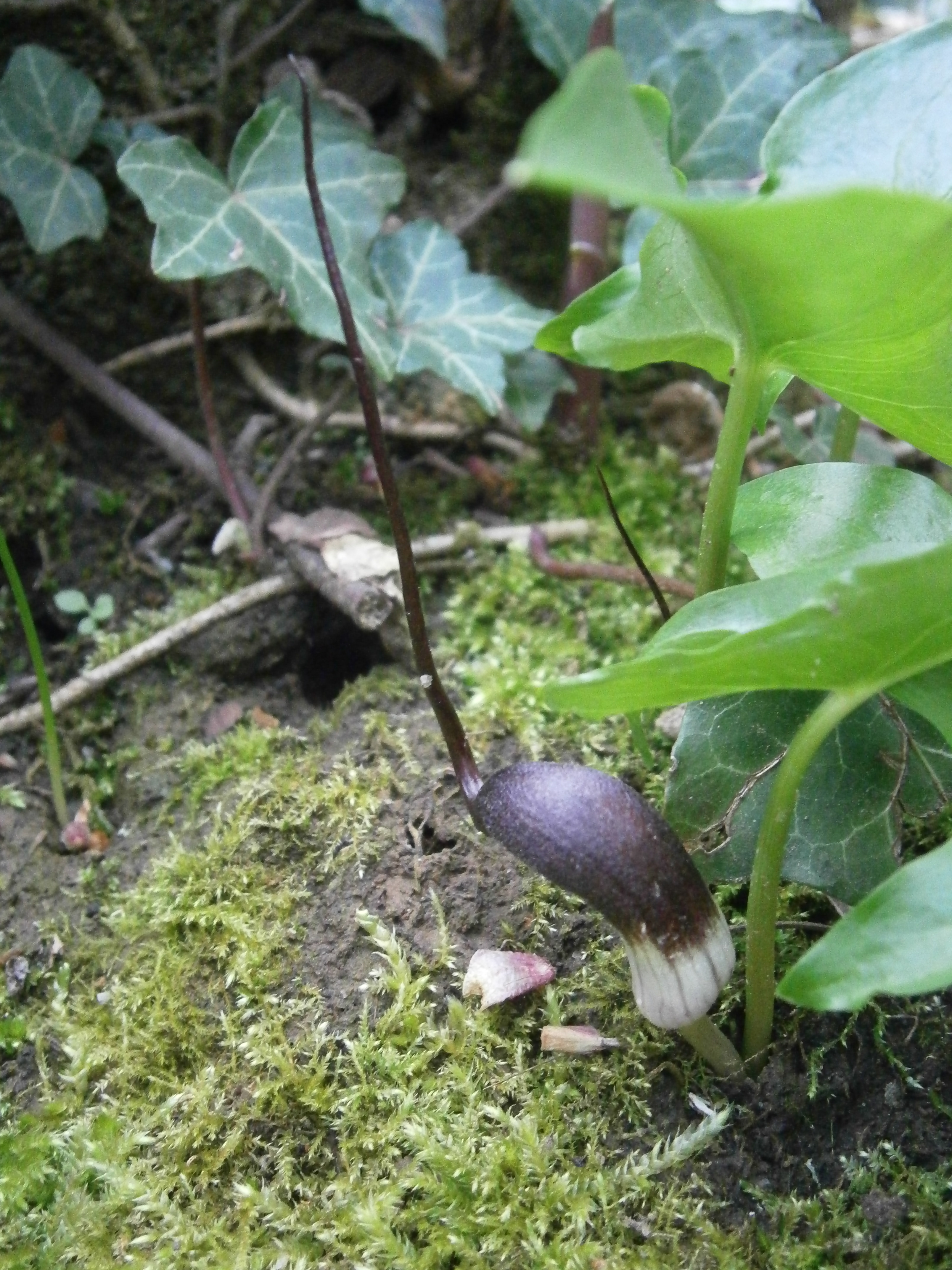
Inflorescence

Cette espèce, qui est rustique, a pour autres noms vernaculaires (en sus de Plante souris) : souris végétale (à ne pas confondre avec le kiwi qui porte aussi ce nom), queue de souris, ou encore, gouet à capuchon.